# 15526 Kokura
15526 Kokura este un asteroid din centura principală de asteroizi.

## Descriere
15526 Kokura este un asteroid din centura principală de asteroizi. A fost descoperit pe 8 decembrie 1999 la Stația Anderson Mesa în cadrul programului LONEOS. Asteroidul prezintă o orbită caracterizată de o semiaxă mare de 2,98 ua, o excentricitate de 0,16 și o înclinație de 16,2° în raport cu ecliptica.